# Rally Trophy
A Rally Trophy egy raliszimulátor, amely olyan híres autókra épült, mint például a Mini Cooper, Lancia Fulvia, Ford Escort és a Lancia Stratos.

## Versenyhelyszínek
Murva:
- Oroszország
- Finnország

Aszfalt:
- Finnország
- Svájc

Hó:
- Svédország

Homok/Sár:
- Kenya

## Versenyautók
A játékban 11 autó szerepel.
- Mini Cooper S
- Ford Lotus Cortina
- Saab 96 V4
- Volvo 122 Amazon
- Fiat 600 Abarth
- Opel Kadett
- Alfa Romeo Giulia GTA
- Lancia Fulvia Rally HF
- Ford Escort RS2000
- Lancia Stratos
- Renault Alpine A110